# Ede Komáromi
Ede Komáromi (Seghedino, 25 agosto 1928 – Budapest, 31 gennaio 2006) è stato un cestista e allenatore di pallacanestro ungherese.

## Carriera
Con l'Ungheria ha disputato i Giochi olimpici di Helsinki 1952 e i Campionati europei del 1953.